# De Huttenheugte
De Huttenheugte is een bungalowpark van de keten Center Parcs in het Drentse dorp Dalen. Het telt 658 bungalows met 3000 bedden. In 2017 telde het park 750.000 overnachtingen.

## Exploitatie
Het park werd geopend in 1972 en was het vierde park van Center Parcs. In 2019 werd een renovatie aangekondigd, onder andere het subtropisch zwembad en de huisjes worden opgeknapt. De investering voor deze verbouwing bedraagt 20 miljoen euro.

## Faciliteiten
Het park bevat verschillende faciliteiten, zoals restaurants,  sauna's en sportgelegenheden zoals een zwembad met wildwaterbaan. Er is ook een zogenaamde Action Factory. Naast het bungalowpark bevindt zich Plopsa Indoor Coevorden.
In 2017 had het park een personeelsbestand van 650 mensen.